# Messier 62
Messier 62 (také M62 nebo NGC 6266) je kulová hvězdokupa na jižním okraji souhvězdí Hadonoše s magnitudou 6,5. Od Země je vzdálena 22 200 ly.
Objevil ji Charles Messier 7. června 1771.

## Pozorování

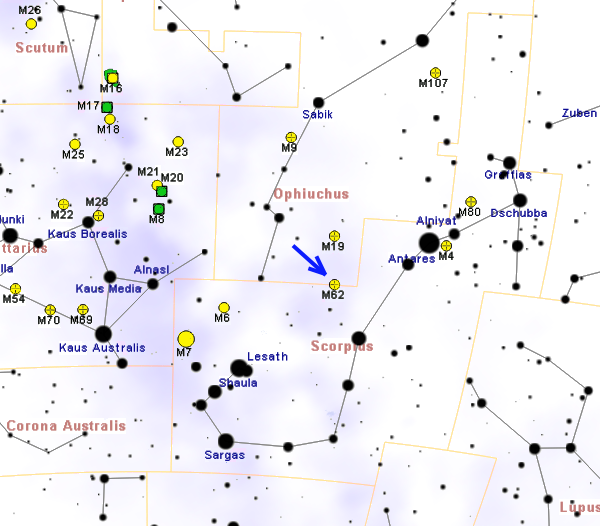
Poloha M 62 v souhvězdí Hadonoše.

Nalezení hvězdokupy je poměrně snadné, stačí vyhledat hvězdu Antares a poté zamířit o 8° směrem na jihovýchod. Je možné ji pozorovat obyčejným středně velkým triedrem 10x50, ve kterém se ukáže jako světlý mlhavý kotouček. Dalekohled o průměru 80 až 120 mm nedokáže rozlišit jednotlivé hvězdy a hvězdokupa zůstává nezřetelná. Dalekohledy o průměru 200 mm již dokáží rozlišit několik hvězd 14. a 15. magnitudy, z nichž některé se zdánlivě spojují v řetězce.
Poblíž M62 je možné vyhledat mnoho dalších kulových hvězdokup, z těch jasnějších jsou to například 4° severně Messier 19 a 9° severozápadně Messier 4.
M62 je možno jednoduše pozorovat z většiny obydlených oblastí Země, i když v severní části severního mírného podnebného pásu nevychází vysoko nad obzor, protože má středně velkou jižní deklinaci. Proto není pozorovatelná v některých částech severní Evropy a Kanady, tedy blízko polárního kruhu. Na jižní polokouli je hvězdokupa dobře viditelná vysoko na obloze během jižních zimních nocí. Nejvhodnější období pro její pozorování na večerní obloze je od května do srpna.

## Historie pozorování
Hvězdokupu objevil Charles Messier 7. června 1771. Do jeho katalogu se však dostala až po znovuobjevení v roce 1779, protože v roce 1771 nezměřil přesně její pozici, a v katalogu tak bývalo uvedeno toto pozdější datum.
Kvůli tomu má tento objekt katalogové číslo 62, jinak by se zařadil mezi objekty M49 a M50. Jednotlivé hvězdy v ní poprvé rozeznal William Herschel, který ji popsal jako "zmenšenou M3." John Herschel ji pozoroval v roce 1833 na mysu Dobré naděje, v jehož zeměpisné šířce je hvězdokupa vidět téměř v zenitu, a rozeznal v ní desetitisíce hvězd do patnácté magnitudy. Admirál Smyth ji popsal jako "mlhovinu snadno rozložitelnou na velký počet hvězd."

## Vlastnosti

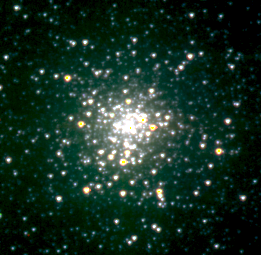
Obrázek hvězdokupy Messier 62 pořízený v infračervené oblasti (Spitzerův vesmírný dalekohled)

M62 leží ve vzdálenosti 22 200 světelných let od Země a její skutečný průměr je 100 světelných let.
Patří mezi výrazně nesouměrné kulové hvězdokupy, což je pravděpodobně způsobeno její blízkostí ke galaktickému jádru, protože je od něj vzdálena pouze 5 500 ly. Slapová síla galaktického jádra způsobuje, že jihovýchodní část hvězdokupy je proti jejím ostatním částem výrazně zhuštěnější.
Výzkum provedený po roce 1970 zjistil, že M62 obsahuje přinejmenším 89 proměnných hvězd, z nichž mnoho je typu RR Lyrae. Hvězdokupa také hostí velké množství rentgenových dvojhvězd.